# Campionati europei di nuoto in vasca corta 2011 - Staffetta 4x50 metri misti maschile
La  Staffetta 4x50 metri misti maschili degli europei di Stettino 2011 si è svolta l'11 dicembre  2011. Le batterie di qualificazione si sono disputate nella mattina e la finale nel pomeriggio.

## Medaglie
| Posizione | Nazione  | Atleti |
| --------- | -------- | --- |
| Oro       | Italia   | Mirco Di Tora Fabio Scozzoli Paolo Facchinelli Marco Orsi Daniele Cremonesi* Lucio Spadaro*                                          |
| Argento   | Russia   | Vitaly Borisov Sergey Geybel Evgeny Korotyshkin Sergey Fesikov Sergey Makov* Stanislav Lakhtyunov* Nikita Konovalov* Evgeny Lagunov* |
| Bronzo    | Germania | Christian Diener Erik Steinhagen Steffen Deibler Stefan Herbst                                                                       |

## Qualifiche
| Pos. | Nazione                                                                             | Tempo                           | Batteria | Corsia | Note |
| ---- | ----------------------------------------------------------------------------------- | ------------------------------- | -------- | ------ | ---- |
| 1    | Russia Sergey Makov Stanislav Lakhtyunov Nikita Konovalov Evgeny Lagunov            | 1'34”48 23”91 26”76 22”28 21”53 | 3        | 2      | Q    |
| 2    | Germania Christian Diener Erik Steinhagen Steffen Deibler Stefan Herbst             | 1'35”52 23”73 26”93 22”70 22”16 | 3        | 4      | Q    |
| 3    | Italia Mirco Di Tora Daniele Cremonesi Paolo Facchinelli Lucio Spadaro              | 1'35”59 24”04 27”03 23”05 21”47 | 2        | 3      | Q    |
| 4    | Paesi Bassi Bastiaan Lijesen Robin Van Aggele Joeri Verlinden Joost Reijns          | 1'35”68 24”56 26”70 22”88 21”54 | 2        | 1      | Q    |
| 5    | Belgio Emmanuel Vanluchene Jonas Correelman François Heersbrandt Jasper Aerents     | 1'36”24 24”31 27”88 22”83 21”22 | 2        | 5      | Q    |
| 6    | Gran Bretagna Christopher Walker-Hebborn Michael Jamieson Antony James Adam Brown   | 1'36”31 24”74 27”17 23”49 20”91 | 1        | 2      | Q    |
| 7    | Svizzera Flori Lang Martin Schweitzer Dominik Meichtry Erik Van Dooren              | 1'36”70 24”05 27”14 23”66 21”85 | 1        | 3      | Q    |
| 8    | Norvegia Lavrans Veieroe Solli Alexander Dale Oen Aleksander Hetland Gard Kvale     | 1'36”74 24”52 26”60 23”02 22”60 | 2        | 6      | Q    |
| 9    | Serbia Petar Petrović Caba Siladji Radovan Siljevski Velimir Stjepanović            | 1'36”75 25”18 26”48 23”24 21”85 | 1        | 6      | Q    |
| 10   | Polonia Jakub Jasinski Filip Rowinski Marcin Babuchowski Filip Wypych               | 1'36”79 24”37 27”57 23”04 21”81 | 1        | 1      | Q    |
| 11   | Croazia Ante Cvitković Saša Gerbec Mihael Vukić Mario Todorović                     | 1'37”06 25”22 26”73 23”47 21”64 | 3        | 7      |      |
| 12   | Israele Jonatan Kopelev Yahav Shahff Alon Mandel Almog Olshtein                     | 1'37”11 24”24 27”58 22”79 22”50 | 2        | 7      |      |
| 13   | Estonia Andres Olvik Filipp Provorkov Martti Aljand Pjotr Degtjarov                 | 1'37”36 24”84 27”27 23”52 21”73 | 3        | 5      |      |
| 14   | Rep. Ceca Martin Badura Petr Bartunek Michal Ledl Tomas Plevko                      | 1'37”38 24”93 27”34 23”52 21”59 | 1        | 5      |      |
| 15   | Francia Jordan Coelho Hugues Duboscq Mehdy Metella Amaury Levaux                    | 1'37”43 25”21 27”55 23”52 21”15 | 1        | 7      |      |
| 16   | Bielorussia Pavel Sankovič Viktar Vabishchevich Yahor Dodaleu Yauhen Tsurkin        | 1'37”47 23”96 27”59 24”05 21”87 | 2        | 4      |      |
| 17   | Danimarca Chris Christensen Morten Klarskov Jakob Andkjær Daniel Skaaning           | 1'37”84 25”64 26”90 23”40 21”90 | 3        | 3      |      |
| 18   | Grecia Andreas Vazaios Panagiōtīs Samilidīs Stefanos Dimitriadis Kristian Gkolomeev | 1'38”47 25”37 27”45 24”01 21”64 | 1        | 4      |      |
| 19   | Svezia Gustav Åberg Lejdström Jakob Dorch Lars Frölander Oscar Ekström              | 1'38”58 26”13 26”86 23”27 22”32 | 2        | 2      |      |
| 20   | Lituania Matas Andriekus Vaidotas Blazys Edgaras Stura Simonas Bilis                | 1'40”45 25”54 27”92 24”89 22”10 | 3        | 1      |      |
| 21   | Bulgaria Lyubomir Lazarov Dinko Geshev Martin Zhelev Aleksandăr Nikolov             | 1'40”98 25”90 27”63 25”14 22”31 | 3        | 6      |      |

## Finale
| Pos. | Nazione                                                                           | Tempo                           | Corsia |
| ---- | --------------------------------------------------------------------------------- | ------------------------------- | ------ |
| 1    | Italia Mirco Di Tora Fabio Scozzoli Paolo Facchinelli Marco Orsi                  | 1:33.18 23.99 25.99 23.02 20.18 | 3      |
| 2    | Russia Vitaly Borisov Sergey Geybel Evgeny Korotyshkin Sergey Fesikov             | 1:33.86 24.15 26.47 22.60 20.64 | 4      |
| 3    | Germania Christian Diener Erik Steinhagen Steffen Deibler Stefan Herbst           | 1:34.41 23.66 27.14 22.39 21.22 | 5      |
| 4    | Paesi Bassi Bastiaan Lijesen Robin Van Aggele Joeri Verlinden Joost Reijns        | 1:34.93 24.44 26.34 22.69 21.46 | 6      |
| 5    | Gran Bretagna Christopher Walker-Hebborn Michael Jamieson Antony James Adam Brown | 1:35.07 24.46 26.98 22.82 20.81 | 7      |
| 6    | Belgio Emmanuel Vanluchene Jonas Coreelman François Heersbrandt Jasper Aerents    | 1:35.70 24.46 27.57 22.46 21.21 | 2      |
| 7    | Polonia Jakub Jasinski Filip Rowinski Konrad Czerniak Filip Wypych                | 1:36.21 24.43 27.55 22.56 21.67 | 9      |
| 8    | Svizzera Flori Lang Martin Schweitzer Dominik Meichtry Erik Van Dooren            | 1:36.69 24.36 27.11 23.52 21”70 | 1      |
| 9    | Serbia Petar Petrović Caba Siladji Radovan Siljevski Velimir Stjepanović          | 1:36.73 25.10 26.53 23.33 21.77 | 0      |
| 10   | Norvegia Lavrans Veieroe Solli Alexander Dale Oen Aleksander Hetland Sverre Næss  | 1:36.75 24.68 26.47 22.99 22.61 | 8      |